# Senna garrettiana
Senna garrettiana är en ärtväxtart som först beskrevs av William Grant Craib, och fick sitt nu gällande namn av Howard Samuel Irwin och Rupert Charles Barneby. Senna garrettiana ingår i släktet sennor, och familjen ärtväxter. Inga underarter finns listade i Catalogue of Life.